# Фйоренцуола-д'Арда
Фйоренцуола-д'Арда (італ. Fiorenzuola d'Arda) — муніципалітет в Італії, у регіоні Емілія-Романья,  провінція П'яченца.
Фйоренцуола-д'Арда розташована на відстані близько 400 км на північний захід від Рима, 125 км на північний захід від Болоньї, 21 км на південний схід від П'яченци.
Населення — 15 331 особа (2014).
Щорічний фестиваль відбувається 17 жовтня. Покровитель — San Fiorenzo.

## Демографія
Населення за роками:

Станом на 1 січня 2023 року в муніципалітеті офіційно проживало 2507 іноземців з 63 країн, серед них 496 громадян країн Євросоюзу та 149 громадян України.

## Сусідні муніципалітети
- Альсено
- Безенцоне
- Кадео
- Карпането-П'ячентіно
- Кастелл'Аркуато
- Кортемаджоре